# L'Isle-sur-la-Sorgue
L'Isle-sur-la-Sorgue é uma comuna francesa na região administrativa da Provença-Alpes-Costa Azul, no departamento de Vaucluse. Estende-se por uma área de 44,57 km². Em 2010 a comuna tinha 20 179 habitantes (densidade: 452,7 hab./km²).